# 克雷文山花园

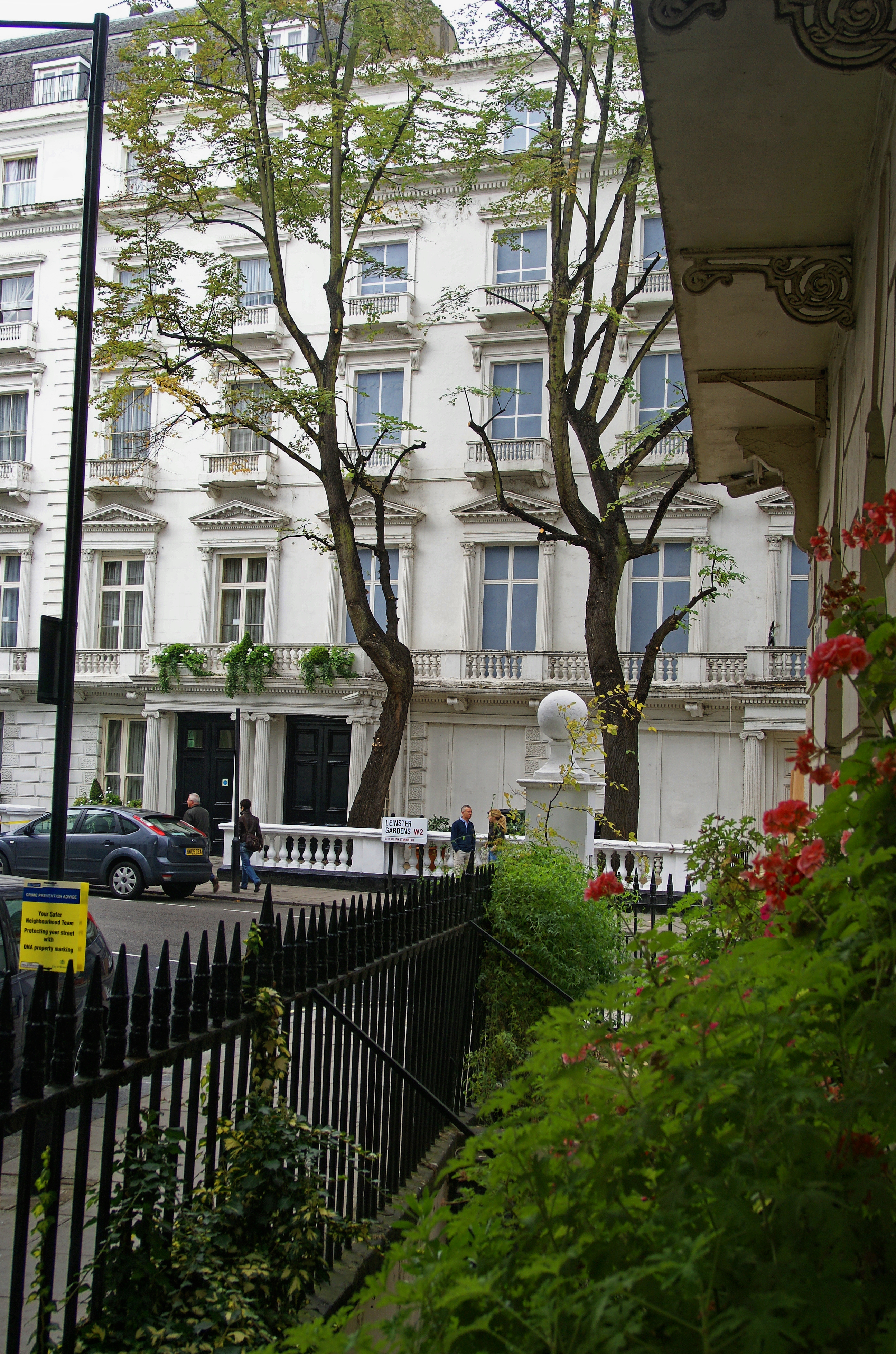
克雷文山花园

51°30′46″N 0°10′56″W / 51.51278°N 0.18222°W
克雷文山花园（Craven Hill Gardens）是英国伦敦西敏市的一个花园广场，位于帕丁顿和贝斯沃特区交界，周边大多是维多利亚时代的建筑，现在是酒店或住宅，值得注意的是高档酒店亨佩尔酒店（Hempel Hotel），和肯尼思·弗兰普顿的建筑有趣的居民区Corringham （页面存档备份，存于）。